# Direção (Fundão)
O Loteamento Direção ou simplesmente Direção é um bairro do distrito de Praia Grande, no município brasileiro de Fundão, estado do Espírito Santo.